# Świniec (rzeka)
Świniec – rzeka w Polsce o długości 39,2 km.  
Płynie w woj. zachodniopomorskim, w gminach Dziwnów, Świerzno i Kamień Pomorski. Źródło na płd-zach od Łukęcina. W dalszym biegu przyjmuje lewostronne dopływy:  
- Stuchowską Strugę,
- Wołczę, koło wsi Chrząstowo
- Niemicę, koło wsi Grabowo.

W Kamieniu Pomorskim uchodzi do Karpinki będącej zatoką Zalewu Kamieńskiego.  
Tarlisko ryb, w tym licznych docierających tu z Zatoki Pomorskiej płoci, okoni pospolitych i leszczy, sandaczy pospolitych, wzdręg oraz linów. 
W 2008 r. przeprowadzono badania jakości wód Świńca w punkcie ujścia do Karpinki. W ich wyniku oceniono elementy fizykochemiczne poniżej stanu dobrego, elementy biologiczne określono na I klasy, a stan ekologiczny na umiarkowany. W ogólnej dwustopniowej ocenie stwierdzono zły stan wód Świńca.
Nazwę Świniec wprowadzono urzędowo rozporządzeniem w 1948 roku, zastępując poprzednią niemiecką nazwę rzeki – Schwenzer Bach.